# Робоча сила
Робо́ча си́ла у економічній теорії — здатність людини до праці, сукупність фізичних і духовних здібностей, які людина використовує у своїй діяльності.
Робоча сила (трудові резерви) у статистиці — кількість людей, готових працювати за наймом. У різних країнах цей показник розраховують по-різному, однак зазвичай його складає кількість працюючих з додаванням зареєстрованих безробітних. Існують вікові й інші обмеження. Наприклад, американська статистика у цьому показнику не враховує людей молодших 16 років. Є певні методологічні питання, наприклад, чи включати в цей показник «самозайняте» населення (дрібні підприємці, фермери, художники), чи тільки працівників за наймом. Здебільшого «самозайняте» населення враховують у складі більш загального показника — «економічно активне населення».
Іноді під робочою силою розуміють працівників будь-якого підприємства, за винятком адміністративного персоналу.
Робоча сила у популярній літературі та публіцистиці — робітники. Найчастіше мають на увазі робітників фізичної праці, що виконують роботи низької кваліфікації. У таких випадках зазвичай не роблять різниці між добровільним наймом на роботу і примусовою працею. Приклад: «Метою окупаційного режиму було знищення СРСР як держави та перетворення території в аграрно-сировинний придаток і джерело дешевої робочої сили для Німеччини та її союзників».

## Робоча сила в теорії Карла Маркса
Карл Маркс у своєму творі «Капітал» стверджував таке:
- В умовах капіталістичного способу виробництва робоча сила стає специфічним товаром. Носій робочої сили є її власником і юридично вільний розпоряджатися нею. Водночас у нього немає засобів виробництва для самостійного господарювання. Для отримання засобів існування він змушений продавати свою робочу силу.
- Вартість робочої сили визначається витратами на підтримку життя робітника та належного рівня працездатності, його достатнє навчання, освіту та відтворення. Ці витрати дуже залежать від рівня економічного розвитку країни, природно-кліматичних умов, інтенсивності та складності праці, зайнятості жінок і дітей. Вартість робочої сили проявляється у вигляді заробітної плати, на яку додатково впливають ситуація в економіці та на ринку праці. У період економічного зростання і підвищеної зайнятості зарплата може істотно перевищувати вартість робочої сили, що дає змогу робітникам істотно поліпшити своє матеріальне становище. У період спаду зарплата може ставати нижчою від вартості робочої сили, що призводить до витрачання раніше накопичених запасів і різкого погіршення становища робітників.
- Цінністю (корисністю) робочої сили як товару є можливість у процесі праці (використання капіталістом купленої робочої сили) створення нової вартості, яка зазвичай більша від сплаченої робітникові вартості (більша за вартість використаної робочої сили). Таке перевищення Маркс назвав додатковою вартістю. Саме вона є основою формування прибутку.
- Робоча сила не завжди є товаром. Вона може не належати людині і її можуть забирати без еквівалентного обміну (наприклад, у раба чи кріпака). Людина може не бути вільною юридично (ув'язнений, дитина). Людина може самостійно працювати і продавати потім результати праці, а не власну працю (ремісник, художник, фермер, приватний підприємець, якщо вони не наймають працівників).

## Критика марксистського підходу
Частина економічних теорій не визнає робочу силу самостійним товаром. Вони стверджують, що продається безпосередньо праця. Формування прибутку ці теорії пояснюють особливими властивостями капіталу або платою за рідкісність підприємницького таланту. Справді, на початковому етапі переважає погодинна оплата найманих робітників. Згодом переважає відрядна оплата. Зовні це виявляється як оплата кожної відпрацьованої години або виготовленої речі, тобто за працю. Контрактна оплата (наприклад, футболістів) більш яскраво демонструє, що продається саме здатність до праці, а не сама праця.